# نیکولا باراسو
نیکولا باراسو (انگلیسی: Nicola Barasso؛ زادهٔ ۲۱ نوامبر ۱۹۸۱) بازیکن فوتبال اهل ایتالیا است.
از باشگاه‌هایی که در آن بازی کرده‌است می‌توان به باشگاه فوتبال جنوآ اشاره کرد.
وی همچنین در تیم ملی فوتبال زیر ۲۰ سال ایتالیا بازی کرده‌است.